# Serhij Liščuk
Serhij Volodymyrovyč Liščuk (in ucraino Сергій Володимирович Ліщук?; Rivne, 31 marzo 1982) è un ex cestista ucraino.

## Carriera
È stato selezionato dai Memphis Grizzlies al secondo giro del Draft NBA 2004 (49ª scelta assoluta).

## Palmarès
- Eurocup: 2

Valencia: 2009-10, 2013-14